# Woodland (Missisipi)
Woodland – wieś w Stanach Zjednoczonych, w stanie Missisipi, w hrabstwie Chickasaw.